# Legendele palatului: prințul Jumong
Jumong (coreeană: 주몽, Hanja: 朱蒙) este un serial de televiziune, o dramă istorică transmisă prima oară de canalul sud-coreean Munhwa Broadcasting Corporation. Are 81 de episoade, iar premiera a avut loc pe 15 mai 2006. În România e transmis de TVR 1 sub titlul Legendele palatului: Prințul Jumong.

## Povestea
Jumong este un serial istoric coreean produs de MBC care are 81 de episoade. Acțiunea începe în anul 108 î.Hr. când refugiații fostului regat Joseon sunt supuși abuzurilor din partea Imperiului Han. Legendarul erou Haemosu, liderul armatei Damul, formează o alianță cu Geumwa, prințul moștenitor al regatului Buyeo, pentru a înfrunta Imperiul Han.
Orașele-stat independente sunt neputincioase împotriva puterii Imperiului. În serie, Khanul, care conduce Imperiul, este înfățișat ca un lider nemilos care capturează prizonieri și îi folosește pentru a testa noi arme de fier.  
Hae Mosu, un soldat legendar, se alătură forțelor lui Geumwa, prințul moștenitor din regatul Buyeo, cu scopul de a contracara sălbăticia hanului. Hae Mosu creează Damulgun, (armata Damul) o trupa de soldați care apără refugiații Gojoseon. Hae Mosu este rănit după o încăierare cu soldații Hanului, și plutește în jos pe un râu, rănit grav. Prințesa din tribul Haebaek (Doamna Yuhwa) îl găsește și, cu diferite tratamente, îl însănătoșește. 
Cu toate acestea, Hanul este în căutarea lui HaeMosu, și descoperind că bărbatul a fost salvat de prințesă, atacă tribul Haebaek. Hae Mosu scapă la timp și călătorește până când întâlnește o caravană a tribului Gyeh-Ru. Șeful negustorilor, Yeon Ta-Bal, care este, de asemenea, conducătorul tribului Gyeh-Ru, oferă lui Hae Mosu un loc de muncă în cadrul caravanei, fără a ști cine este cu adevărat acest om. 
În urma unei ambuscade Haemosu este grav rănit și este salvat de Yuhwa de care se îndrăgostește. Din dragostea lor rezultă un copil care este numit Jumong (înseamnă arcaș iscusit) și de care Haemosu va afla mult mai târziu.
Înaintea unei bătălii importante cu Imperiul Han lui Haemosu i se întinde o capcană care a fost pusă la cale de către prim-ministrul regatului Buyeo fără știrea prințului moștenitor Geumwa. Este prins de Imperiul Han și torturat. Printul Geumwa încearcă eliberarea lui, dar eșuează iar în timpul acestei eșuări Haemosu este crezut mort. Yuhwa crezând ca Haemosu este mort și fiind însărcinată alege să fie concubina prințului Geumwa, ambii pretinzând ca Jumong este fiul lor.
20 de ani mai târziu Jumong se întâlnește într-o temniță secretă cu Haemosu, adevăratul lui tată, care îi devine și maestru. Aflând ca Haemosu este în viață, prințul Geumwa încearcă să se întâlnească cu el dar nu reușește deoarece prinții Daeso și Youngpo îl ucid pe Haemosu, acesta fiind considerat o amenințare pentru regatul Buyeo.
Când Jumong află adevărata lui identitate își propune să îndeplinească cauza măreață pe care tatăl său nu a putut să o ducă la capăt. Ajutat de Soseono, șefa unui clan de negustori care îi va deveni a doua soție, Jumong înființează în anul 37 î.e.n. regatul Goguryeo, unul din cele trei regate care stau la baza Coreei de azi. Jumong a fost unul din acei eroi care și-au copleșit generația și a schimbat istoria.
Jumong este interpretat de actorul Song Il Gook care s-a născut la 1 octombrie 1971, are 1,85 m și 80 de kg. Este cunoscut ca un sportiv adevărat fiind și vicepreședinte al Confederației de Triatlon, totodată a participat la Seul în 2008 la Concursul Internațional de triatlon. În aprilie 2008 a purtat torța olimpică prin Seul. Mai practică și alte sporturi cum ar fi golful, înotul, schiul și ciclismul montan. Soseono este fata unui comerciant și este iubită de Jumong pe tot parcursul vieții dar destinul îi separă. A fost crescută ca un băiat având numeroase calități. Ea îl ajută permanent pe Jumong. Soseono este interpretată de actrița Han Hye Jin.
Yesoya este cea care îi salvează viața lui Jumong și îi devine prima soție. Jumong ajunge să o iubească și face un copil cu ea pe nume Yuri. Destinul îi separă și pe ei mult timp, Jumong crezându-i morți. Yesoya i-a parte la nunta lui Jumong cu Soseono privind cu Yuri în brațe desfășurarea nunții. Yesoya este interpretată de actrița Sung Ji Hyo. Regele Geumwa este interpretat de actorul Jeon Kwang Yeol, nimeni altul decât cel care l-a interpretat pe Doctor Hur.

## Distribuția rolurilor
Song Il-kook - prințul Jumong
Kim Seung Soo - prințul Daeso
Oh Yeon Soo - lady Yuhwa
Kyeon Mi-ri - regina Wonhu
Ahn Yong-joon - Yuri
Kim Byeong-Ki - negustorul Yeontabal
Jin Hee-Kyeong - preoteasa Yeomieul
Lee Jae-Yong - Budeukbul
Heo Joon-Ho - generalul Haemosu
Won Ki-Joon - prințul Youngpo
Bae Su-Bin - sfătuitorul Sayong
Park Tam-Hee - Lady Yangseolan
Lim So-Yeong - Buyeong
Yoon Dong-Hwan - Yangjeong
Yeo Ho-Min - Oi
Ahn Jeong-Hoon - Mari
Lim Dae-Ho - Hyeoppo
Lee Kye-in  - fierarul Mopalmo

## Țări în care a fost transmis
- România
- Afghanistan
- Armenia
- Canada
- Filipine[2]
- Hong Kong[2]
- Indonezia
- Iran
- Japonia[2]
- Kazakhstan
- Malaezia[2]
- Mongolia
- Myanmar
- Coreea de Sud
- Coreea de Nord
- Marea Britanie
- Singapore[2]
- Statele Unite
- Taiwan[2]
- Tanzania
- Thailanda[2]
- Turcia
- Uzbekistan
- Vietnam[2]

- Moldova